# Liste der Hochhäuser in South Carolina
In der Liste der Hochhäuser in South Carolina werden die Hochhäuser im US-Bundesstaat South Carolina ab einer strukturellen Höhe von 50 Metern aufgezählt. Das bedeutet die Höhe bis zum höchsten Punkt des Gebäudes ohne Antenne. Aufgezählt werden nur fertiggestellte und im Bau befindliche Hochhäuser.

## Auflistung der Hochhäuser nach Höhe
| Nr. | Name                         | Stadt        | Höhe                         | Etagen | Baujahr | Status |
| --- | ---------------------------- | ------------ | ---------------------------- | ------ | ------- | ------ |
| 1.  | Capitol Center               | Columbia     | 106,4 m                      | 25     | 1987    | Erbaut |
| 2.  | Margate Tower                | Myrtle Beach | 100,2 m                      | 29     | 2004    | Erbaut |
| 3.  | Margate Tower                | Columbia     | 99,1 m                       | 20     | 1983    | Erbaut |
| 4.  | Bank of America Plaza        | Columbia     | 93 m                         | 18     | 1989    | Erbaut |
| =   | Landmark Building            | Greenville   | 93 m                         | 22     | 1966    | Erbaut |
| 6.  | Tower at 1301 Gervais        | Columbia     | 84,7 m                       | 20     | 1973    | Erbaut |
| 7.  | Heritage USA Grand Hotel     | Fort Mill    | 76,5 m                       | 20     | 1983    | Erbaut |
| 8.  | Meridian Building            | Columbia     | 76,2 m                       | 17     | 2004    | Erbaut |
| =   | 203 East Main Street         | Spartanburg  | 76,2 m                       | 18     | 1990    | Erbaut |
| =   | Wachovia Building            | Columbia     | 76,2 m                       | 16     | 1988    | Erbaut |
| 11. | Bank of America Building     | Greenville   | 73 m                         | 16     | 1974    | Erbaut |
| 12. | SeaGlass Tower               | Myrtle Beach | 72,6 m                       | 20     | 1986    | Erbaut |
| 13. | Carolina First Building      | Greenville   | 70,1 m (Höhe bis zur Spitze) | 13     | 1999    | Erbaut |
| =   | One Insignia Financial Plaza | Greenville   | 70,1 m                       | 17     | 1984    | Erbaut |
| 15. | Palmetto Building            | Columbia     | 65,5 m                       | 15     | 1913    | Erbaut |
| 16. | Dockside Condominiums        | Charleston   | 62,2 m                       | 18     | 1978    | Erbaut |
| 17. | McLeod Pavilion Tower        | Florence     | 54 m                         | 14     | 2006    | Erbaut |
| 18. | City-County Complex          | Florence     | 51,4 m                       | 12     |         | Erbaut |